# Дубровская, Мария Алексеевна
Мария Алексеевна Дубровская (15 июня 1999, Николаевская, Тарногский район, Вологодская область) — российская биатлонистка, призёр чемпионата России.

## Биография
На внутренних соревнованиях представляла в разные годы Вологодскую область, Москву и Республику Башкортостан. Первый тренер — Романов Владимир Анатольевич.
На юниорском уровне не добивалась весомых успехов. Среди заметных результатов — бронзовая награда всероссийских соревнований в индивидуальной гонке (2015), победа на межрегиональном турнире в Мурманске (2014), победа в первенстве СЗФО по летнему биатлону в смешанной эстафете (2014), призовые места на региональных соревнованиях.
На взрослом уровне в 2020 году стала бронзовым призёром чемпионата России в командной гонке в составе команды Башкортостана.